# Harald Neubauer
Harald Neubauer (* 3. Dezember 1951 in Hamburg; † 29. Dezember 2021 in Coburg) war ein deutscher rechtsextremer Politiker und Publizist. Von 1989 bis 1994 gehörte er dem Europäischen Parlament an.

## Leben
Neubauer machte eine Ausbildung zum Technischen Groß- und Außenhandelskaufmann und leistete Wehrdienst in der Bundeswehr.
Er war von 1969 bis 1972 und wieder von 1975 bis 1981 Mitglied der NPD. Zwischenzeitlich war er kurzzeitig für die Aktion Neue Rechte aktiv. 1973 wurde er von Gerhard Frey als Landesbeauftragter für Hamburg der damals noch als Verein organisierten DVU engagiert und war dann für die Druckschriften- und Zeitungsverlags GmbH des Verlegers Frey tätig. Von 1975 bis 1983 war er dort Redakteur des Deutschen Anzeigers. In der NPD wurde er stellvertretender Bezirksvorsitzender der NPD Oberbayern. 1983 trat er den neu gegründeten Republikanern bei und wurde 1984 Pressereferent des Parteigründers Franz Handlos. In einem innerparteilichen Machtkampf wechselte er aber an die Seite Franz Schönhubers. 1985 wurde er Generalsekretär der Republikaner, im Mai 1988 auch Landesvorsitzender in Bayern, im Juli 1988 schließlich auch Bundespressesprecher der Partei. Er galt als potentieller Nachfolger Schönhubers.
Mit dem Wahlerfolg bei der Europawahl 1989 zog er für die REP ins Europäische Parlament ein und gehörte der Technischen Fraktion der Europäischen Rechten an. In der Folgezeit überwarf er – der sich für eine Annäherung an die DVU und NPD einsetzte – sich allerdings mit Schönhuber und wurde auf dessen Betreiben aus den REP ausgeschlossen. 1991 gründete er zusammen mit anderen die Deutsche Liga für Volk und Heimat, die eine Sammelbewegung der extremen Rechten werden sollte; Neubauer wurde neben Jürgen Schützinger und Rudolf Kendzia Bundesvorsitzender. Michael Kühnen behauptet in dem 1992 fertiggestellten Dokumentarfilm Wahrheit macht frei, dass Neubauer Mitglied der NSDAP-Aufbauorganisation gewesen sei; Neubauer bestreitet dies dort jedoch.
Er war von 1992 bis zu ihrer Einstellung 2009 Mitherausgeber der Zeitschrift Nation und Europa. Außerdem war er Vorstandsmitglied der Gesellschaft für Freie Publizistik. Zudem wurde er Mitglied des Sprecherrates der Deutschen Aufbauorganisation um Alfred Mechtersheimer. Zuletzt unterstützte er, ebenso wie Schönhuber, Wahlabsprachen zwischen DVU und NPD. Er wurde als Parteiloser auf Vorschlag der DVU auf Platz 2 der Landesliste der NPD Sachsen zur Bundestagswahl 2005 gewählt.
Neubauer war auch Kolumnist beim Monatsmagazin Zuerst! aus dem Verlag Dietmar Munier. Als Referent und als Autor trat er bei Vortragsveranstaltungen in Burschenhäusern auf, so beispielsweise 2001 bei der Rhenania-Salingia zu Düsseldorf.
Am 29. Dezember 2021 verstarb Harald Neubauer in Coburg.

## Schriften (Auswahl)
- Und wieder spukt es. Zur Widerlegung des Marxismus. In: Albrecht Jebens (Hrsg.): Eine Feder für Deutschland. Festschrift für Rolf Kosiek (= Veröffentlichungen der Stiftung Kulturkreis Zweitausend. Band 25). Hohenrain-Verlag, Tübingen 2014, ISBN 978-3-89180-142-0, S. 238 ff.